# SNOW DOMEの約束 IN TOKYO DOME 2013.11.16
『SNOW DOMEの約束 IN TOKYO DOME 2013.11.16』（スノー・ドームのやくそく イン とうきょうドーム 2013.11.16）は、Kis-My-Ft2の7枚目のDVD。

## 概要
2013年11月から12月まで行われたドームコンサート「Kis-My-Ft2 SNOW DOMEの約束 IN東京ドーム IN大阪ドーム」から、2013年11月16日開催の東京ドーム公演を収録。
初回生産限定盤特典映像として同年5月から8月まで行われた全国ツアー『Kis-My-Ft2 Good Live Tour いくぜ!』から、7月28日開催の横浜アリーナ公演のダイジェスト映像と、ツアーオフショット映像を収録。
初回生産限定盤、通常盤が発売されたが、2015年1月7日にBlu-ray盤も発売され、計3種類で発売となった。
今作収録の「Black & White」「SNOW DOMEの約束」及び初回生産限定盤収録の「Kis-My-Calling!」「Forza!」は、後に2ndベストアルバム「BEST of Kis-My-Ft2」通常盤特典映像「ファン投票 BEST of LIVE SETLIST」にも収録。

## 収録内容

### 本編映像
Disc 1
1. Luv Sick
2. ETERNAL MIND
3. FIRE BEAT
4. Everybody Go
5. WANNA BEEEE!!!
6. 運命Girl
7. xLunaSx - 藤ヶ谷太輔
8. SURVIVOR - 玉森裕太
9. Brand New Season
10. Strawberry Dance
11. キ・ス・ウ・マ・イ 〜KISS YOUR MIND〜
12. My Resistance -タシカナモノ-
13. キミとのキセキ
14. Kis-My-Me-Mine
15. モテたいぜ トゥナイト
16. Black & White
17. アイノビート
18. Shake It Up
19. We never give up!
20. Tell me why
21. Give me... - 北山宏光
22. タビダチノウタ
23. Catch Love
24. keep on smile
25. テンション
26. SNOW DOMEの約束

【ENCORE】
1. 棚からぼたもち - 舞祭組
2. Kickin' it - 北山宏光・藤ヶ谷太輔・玉森裕太
3. LUCKY SEVEN!!
4. SHE! HER! HER!
5. S.O.S (Smile On Smile)

### 特典映像

#### 初回生産限定盤「Kis-My-Ft2 Good Live Tour いくぜ! at 横浜アリーナ 2013.7.28」
Disc 2
1. Kis-My-Calling!
2. Everybody Go
3. Smile
4. xLunaSx - 藤ヶ谷太輔
5. Forza! - 玉森裕太 with 横尾渉・宮田俊哉・二階堂高嗣・千賀健永
6. 祈り
7. FIRE BEAT
8. Give me... - 北山宏光
9. Chance Chance Baybee - 横尾渉・宮田俊哉・二階堂高嗣・千賀健永
10. Catch Love
11. Mother Moon
12. ETERNAL MIND
13. 若者たち
14. JET! SET!! GO!!!
15. SHE! HER! HER!
16. Luv Sick
17. 全国ツアー『Good Live Tour いくぜ!』ツアーオフショット映像
ツアー最終公演のみ披露された「Good-bye, Thank you」も一部収録されている。

#### Blu-ray
Disc 1
1. 各会場MCコーナー集

## 『Kis-My-Ft2 Good Live Tour いくぜ!』詳細
『Kis-My-Ft2 Good Live Tour いくぜ!』（キス マイ フットツー ぐーっと ライブ ツアー いくぜ!）は、2013年5月から8月まで行われたKis-My-Ft2の全国ツアー。

### 概要
5月5日開催の大阪城ホール公演でKis-My-Ft2の「単独ライブ動員数」が100万人突破、そして本公演では21万8000人を動員した。
120インチのLEDパネルが付いた特殊機構の新兵器「キスマイアーム」を国内初導入。また、6台使用したのは世界初。

### 日程
| 公演日        | 時間  | 会場                                                            |
| ------------- | ----- | --------------------------------------------------------------- |
| 2013年5月3日  | 18:00 | 大阪城ホール                                                    |
| 2013年5月4日  | 13:00 | 大阪城ホール                                                    |
| 2013年5月4日  | 17:00 | 大阪城ホール                                                    |
| 2013年5月5日  | 13:00 | 大阪城ホール                                                    |
| 2013年5月5日  | 17:00 | 大阪城ホール                                                    |
| 2013年5月6日  | 13:00 | 大阪城ホール                                                    |
| 2013年5月6日  | 17:00 | 大阪城ホール                                                    |
| 2013年6月30日 | 13:00 | 宮城県総合運動公園総合体育館 （セキスイハイムスーパーアリーナ） |
| 2013年6月30日 | 17:00 | 宮城県総合運動公園総合体育館 （セキスイハイムスーパーアリーナ） |
| 2013年7月20日 | 18:30 | 広島県立総合体育館 （広島グリーンアリーナ）                     |
| 2013年7月21日 | 17:00 | 広島県立総合体育館 （広島グリーンアリーナ）                     |
| 2013年7月27日 | 18:30 | 横浜アリーナ                                                    |
| 2013年7月28日 | 13:00 | 横浜アリーナ                                                    |
| 2013年7月28日 | 17:00 | 横浜アリーナ                                                    |
| 2013年8月10日 | 18:30 | 北海道立総合体育センター                                        |
| 2013年8月11日 | 16:00 | 北海道立総合体育センター                                        |
| 2013年8月24日 | 18:30 | マリンメッセ福岡                                                |
| 2013年8月25日 | 17:00 | マリンメッセ福岡                                                |

## 『Kis-My-Ft2 SNOW DOMEの約束 IN東京ドーム IN大阪ドーム』詳細

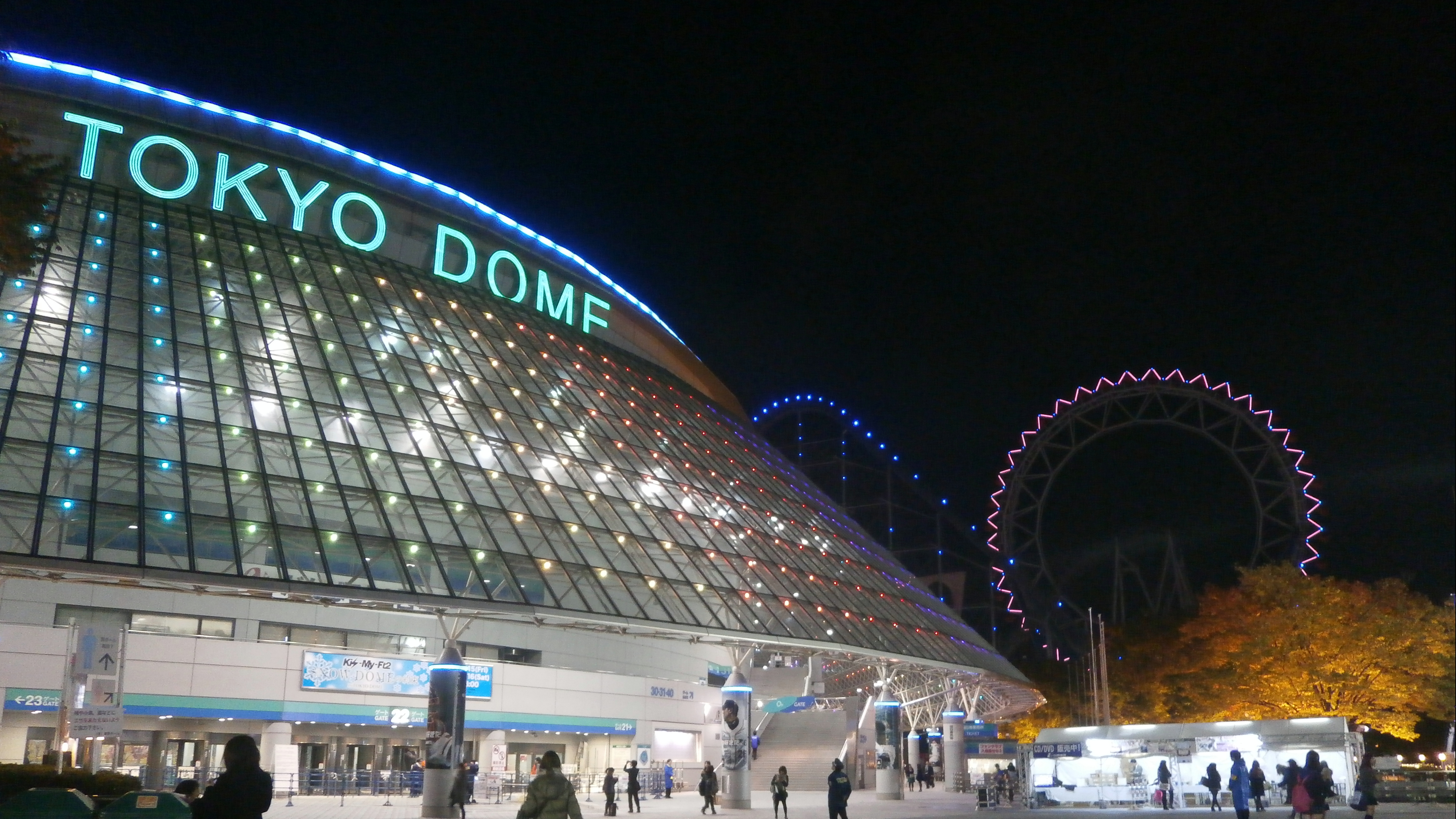
『SNOW DOMEの約束 IN TOKYO DOME』の会場となった東京ドーム

『Kis-My-Ft2 SNOW DOMEの約束 IN東京ドーム IN大阪ドーム』（キス マイ フットツー スノードームのやくそく イン とうきょうドーム イン おおさかドーム）は、2013年11月から12月まで行われたKis-My-Ft2のドームコンサート。

### 概要
コンサート初日、派生ユニット『舞祭組』が『棚からぼたもち』を初披露。また、SMAPの中居正広がジャニーズJr.として参加。

### 日程
| 公演日         | 時間  | 会場       |
| -------------- | ----- | ---------- |
| 2013年11月15日 | 18:00 | 東京ドーム |
| 2013年11月16日 | 18:00 | 東京ドーム |
| 2013年12月14日 | 18:00 | 大阪ドーム |
| 2013年12月15日 | 18:00 | 大阪ドーム |